# انگلیه، وین
انگلیه (به فرانسوی: Angliers) یک کمون در فرانسه است که در canton of Moncontour واقع شده‌است. انگلیه ۲۳٫۳۱ کیلومتر مربع مساحت دارد ۷۰ متر بالاتر از سطح دریا واقع شده‌است.